# سابينه هوت
سابينه هوت (بالألمانية: Sabine Huth)‏ (و. 1967  م)، لاعبة كيرلنغ ألمانية.

## روابط خارجية
- سابينه هوت على موقع الاتحاد الدولي للكرلنغ (الإنجليزية)
- سابينه هوت على موقع اللجنة الأولمبية الدولية (الإنجليزية)
- سابينه هوت على موقع أوليمبيديا (الإنجليزية)